# Trégunc
Trégunc é uma comuna francesa na região administrativa da Bretanha, no departamento Finisterra. Estende-se por uma área de 50,66 km². Em 2010 a comuna tinha 7 263 habitantes (densidade: 143,4 hab./km²).